# August Portois

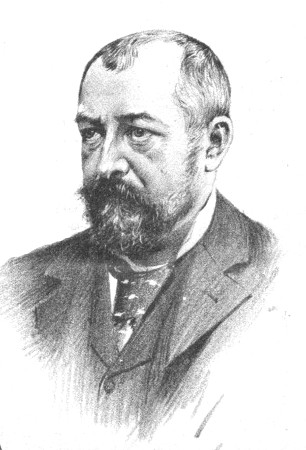
August Portois (1893)

August Portois (* 1841 in Brüssel (?); † 19. Juni 1895 in Nizza), auch Augustin Portois geschrieben, war ein österreichischer Unternehmer und Mitbegründer und Teilinhaber der bedeutenden Möbelfabrik Portois & Fix.

## Biographie
August Portois war entweder Wallone oder Franzose.
Er arbeitete bei einer Handelsgesellschaft am Boulevard Haussmann in Paris. Dieses Unternehmen lieferte komplette Wohnungseinrichtungen. Portois gründete mit Isidor Blum (* 1840) 1869 die Société Commerciale de Paris mit Sitz in Paris, der Sitz in Wien war am Kolowratring 7. 1874 trat Isidor Blum aus dem Unternehmen aus, August Portois führte es in Wien weiter.
Kaiserin Elisabeth von Österreich-Ungarn ließ sich 1874 von der Société Commerciale de Paris die Wohnräume im Erdgeschoß von Schloss Schönbrunn neu gestalten. Am 30. Juni 1874 wurde August Portois der Titel k.u.k. Hoflieferant verliehen. Portois hatte eine Manufaktur im 9. Wiener Bezirk. Er bekam den Auftrag, das Appartement des Kronprinzen in der Prager Burg, die Villa der Katharina Schratt, Schiffe der k.u.k. privilegierten Donaudampfschiffahrtsgesellschaft und kaiserliche Salonwagen einzurichten. August Portois beteiligte sich an der Wiener Weltausstellung 1873 und wurde 1877 Mitglied der Wiener Tischlergenossenschaft. Im Laufe seines Aufenthaltes wurde er naturalisierter österreichischer Staatsbürger.
Portois lernte 1880 den Tapezierer Anton Fix (1846–1918) beruflich kennen und gemeinsam errichteten sie eine große Kunst- und Möbeltischlerei. Ihr Unternehmen „Portois & Fix“ wurde am 25. Mai 1881 amtlich protokolliert. 1884 wurde die Möbelproduktion amtlich registriert. In den nächsten zehn Jahren war Portois maßgeblich am rasanten Aufstieg des Unternehmens Portois & Fix beteiligt.
August Portois bekleidete den Posten des argentinischen Konsuls in Wien. In Aspern besaß er eine Besitzung und hatte dort nach französischer Sitte einen Tugendpreis gestiftet, der alljährlich einem Mädchen des Ortes verliehen wurde.
Seiner Kränklichkeit wegen zog er sich im November 1894 vom Geschäft zurück. Er verstarb in Nizza nach einer Krankheit im Alter von 54 Jahren.